# Чикітано
Чикітано або Чикітос — корінне населення Болівії, невелика кількість якого проживає в Бразилії. Чикітано в основному живуть у Чикітанії на території тропічної савани в Санта-Крус, Болівія. Невелика кількість — в Департаменті Бені і в Мату-Гросу, Бразилія. Під час перепису населення 2012 року чикітос становили 1,45% від усього населення Болівії або 145 653 особи, що є найбільшою кількістю серед будь-яких низинних етнічних груп. Відносно невелика частка болівійських чикітано розмовляє мовою чикітано. Багато людей повідомили під час перепису населення, що вони не розмовляють цією мовою і не вивчали її в дитинстві. Етнічна належність чикітано з'явилася серед соціально та лінгвістично різноманітного населення в єзуїтській місії Чикіто, де вимагали розмовляти спільною мовою.

## Назва
Назва в перекладі з іспанської означає «маленькі». Зазвичай кажуть, що цей етнонім обраний іспанськими конкістадорами, коли вони побачили маленькі двері індійських хатин у цьому регіоні. Чикітос також відомі як Монококс (у множині: Монокока), Чикіто або Тарапекосі.

## Мова

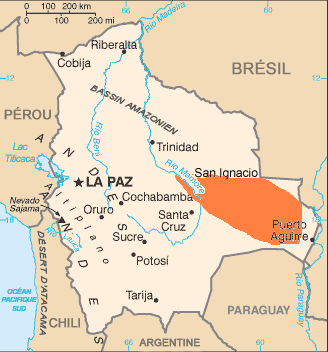
Регіон, де широко розмовляють мовою чикітано

Приблизно 40 000-60 000 людей говорять на мові чикітано в Болівії, що робить її четвертою найбільш поширеною корінною мовою в цій країні. Мова чикіто, можливо, належить до мовної родини Макро-Же. Мовлення чоловіків і жінок відрізняються між собою граматично. На письмі послуговуються латинським шрифтом. Опубліковано декілька граматик для «чикітано» та визначено чотири діалекти: Манасі, Пеньокі, Піньоко і Дао.

## Історія
Різноманітні корінні етнічні групи населяли Чикітанію до прибуття іспанців, які заснували Санта-Крус-де-ла-Сьєрра в 1559 році в точці, розташованій на схід від теперішнього місця міста. Місіонерські контакти були невдалими протягом перших дев'яти десятиліть 1600-х років.
Чикітос були добре сформовані та сильні, середнього зросту та з оливковою шкірою. Це сільський народ, що майже два століття чинив опір іспанцям. У 1691 р. вони запросили місіонерів-єзуїтів. Мова чикітано була прийнята як засіб спілкування серед новонавернених, які незабаром налічували 50 000, що представляло майже п'ятдесят племен.
Формотворчим досвідом етнічної належності чикітано стали їхнє спільне хрещення та проживання в містах під владою місіонерів-єзуїтів від їх прибуття в 1692 році до Сан-Хав'єр-де-лос-Піньокас (провінція Суфло-де-Чавес) і до вигнання з іспанських колоніальних володінь. Місії керували населеними пунктами Сан-Хав'єр-де-лос-Піньйокас, Консепсьйон, Сан-Ігнасіо, Санта-Ана, Сан-Рафаель, Сан-Хосе, Сан-Хуан, Сантьяго, Санто-Корасон і Сан-Мігель. Кожне місійне місто налічувало від однієї до трьох тисяч мешканців. Єзуїти наголошували на молитві та праці як на головній діяльності гідного життя. Вони сприяли осідлості, скотарству та ткацтву на ткацьких верстатах. Шведський антрополог Ерланд Норденскельд так описав спадщину єзуїтів: «Єзуїти захищали індіанців від інших білих, але позбавляли їх свободи і робили їх такими залежними, що після вигнання місіонерів вони були легкою здобиччю для недобросовісних білих. Насправді вони створили основу для вимирання багатьох індіанських племен»
Після вигнання єзуїтів деякі чикітано залучались на роботах на ранчо та ферми, що належали метисам, де вони служили невільними робітниками; інші відступали в села. Каучукова лихоманка по всій Південній Америці сприяла розвитку у регіоні нової галузі з 1880 по 1945 рік, в якій знову працюють робітники чикітано. Робота часто була примусовою, а умови надзвичайно суворими, що призвело до смертей від нещасних випадків на робочому місці, недоїдання і таких захворювань, як малярія, авітаміноз та цинга. Чикітос також будували залізницю Санта-Крус-Корумба.

## Політична організація
У Болівії народ чикітано представлений організацією корінних організацій Чикітано (Organización Indígena Chiquitana, OICH). OICH на чолі з Хосе Баілаба, який виступає в якості касик.
У Бразилії Чикітано намагаються отримати власну територію корінного населення.